# Constante de Cahen
En mathématiques, la constante de Cahen est définie comme une somme infinie de fractions unitaires, avec des signes alternés, à partir de la suite de Sylvester {\displaystyle (s_{i})} :
{\displaystyle C=\sum _{i=0}^{\infty }{\frac {(-1)^{i}}{s_{i}-1}}={\frac {1}{1}}-{\frac {1}{2}}+{\frac {1}{6}}-{\frac {1}{42}}+{\frac {1}{1806}}-\cdots \approx 0{,}64341054629}.
En regroupant ces fractions deux par deux, on peut aussi voir cette constante comme la somme des inverses des termes d'indices pairs de la suite de Sylvester ; cette représentation de la constante de Cahen est son développement par l'algorithme glouton pour la décomposition en fractions égyptiennes :
{\displaystyle C=\sum _{j=0}^{\infty }{\frac {1}{s_{2j}}}={\frac {1}{2}}+{\frac {1}{7}}+{\frac {1}{1807}}+{\frac {1}{10650056950807}}+\cdots }.
Son nom vient d'Eugène Cahen, qui est le premier à l'avoir formulée et étudiée.
C'est un nombre transcendant de la classe S et son développement en fraction continue est, {\displaystyle [0,1,q_{0}^{2},q_{1}^{2},q_{2}^{2},\ldots ]}, où la suite {\displaystyle (q_{n})} est définie par récurrence par {\displaystyle q_{0}=q_{1}=1} et {\displaystyle q_{n+2}=q_{n}^{2}q_{n+1}+q_{n}}.